# میکلا گرکو
میکلا گرکو (انگلیسی: Michela Greco؛ زادهٔ ۲۷ ژوئیهٔ ۱۹۸۳) بازیکن فوتبال اهل ایتالیا است.
از باشگاه‌هایی که در آن بازی کرده‌است می‌توان به باشگاه فوتبال زنان اینتر میلان اشاره کرد.
وی همچنین در تیم ملی فوتبال زنان ایتالیا بازی کرده‌است.